# چشم‌انداز (فیلم ۱۹۸۴)
چشم‌انداز (به انگلیسی: Dreamscape) یک فیلم سینمایی آمریکایی در ژانر فیلم ترسناک، ماجراجویی ،علمی تخیلی و تاریکی محصول سال ۱۹۸۴ میلادی به کارگردانی جوزف روبن و نویسندگی دیوید لاگری است. در این فیلم دنیس کواید، کیت کپشا، ماکس فون سیدو و کریستوفر پلامر بازی می‌کنند.